# Somatidia albicoma
Somatidia albicoma là một loài bọ cánh cứng trong họ Cerambycidae.